# 贝姬·凯勒-杜克
贝姬·凯勒-杜克（英語：Becky Kellar-Duke，1975年1月1日—），加拿大女子冰球运动员。她曾代表加拿大国家队参加1998年、2002年、2006年和2010年冬季奥林匹克运动会冰球比赛，获得三枚金牌和一枚银牌。